# 30164 Arnobdas
30164 Arnobdas è un asteroide della fascia principale. Scoperto nel 2000, presenta un'orbita caratterizzata da un semiasse maggiore pari a 2,4220963 UA e da un'eccentricità di 0,0687473, inclinata di 0,74411° rispetto all'eclittica.